# Flamenco

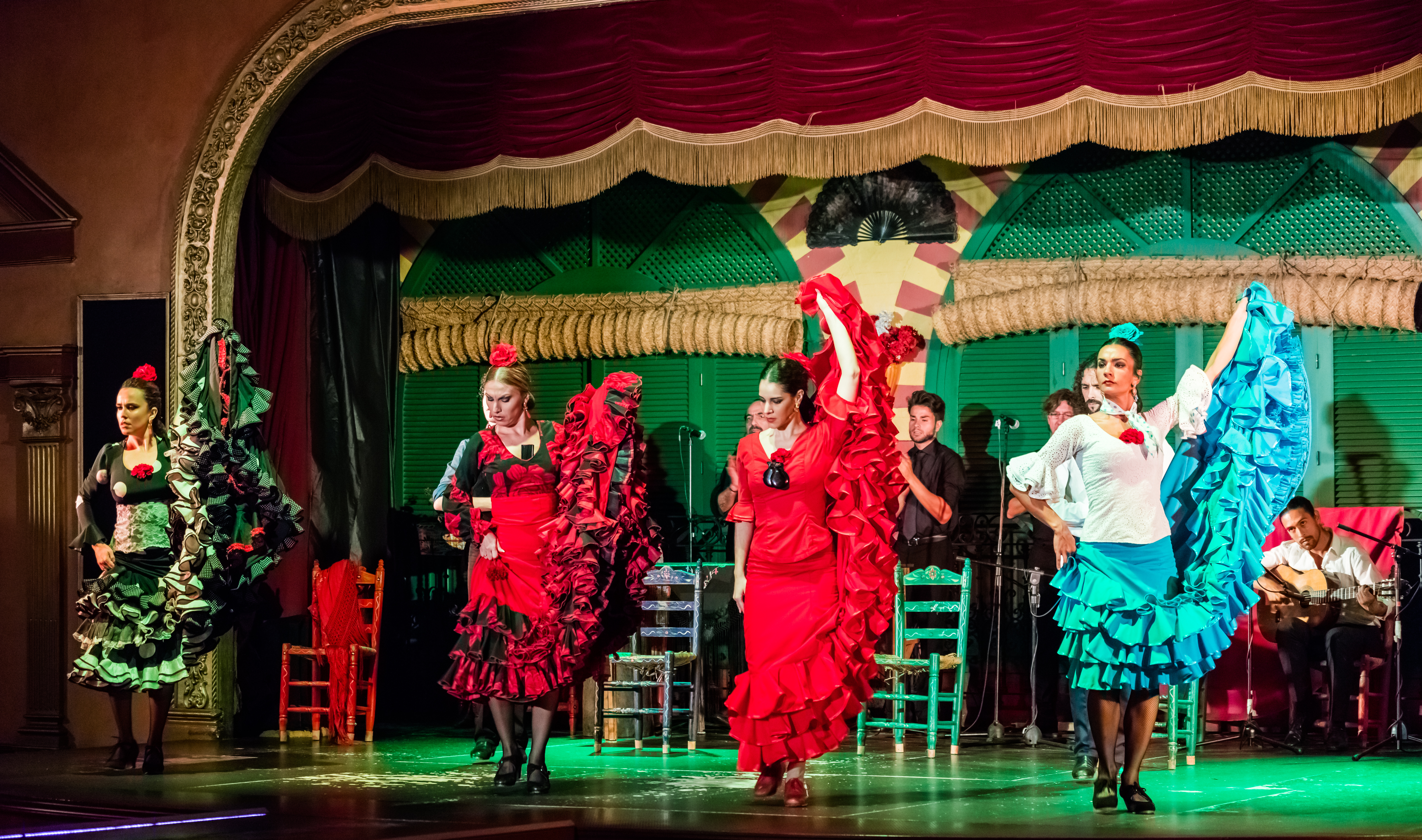
Esibizione di Flamenco

Il flamenco (fenicottero in lingua spagnola) è una forma di musica e di danza di origine andalusa, formata da un canto nato alla fine del Settecento. Esso non nasce come una forma di spettacolo ma per l'esigenza di sfogare gioie e dolori in un linguaggio intimo e privato. Si cantava senza l'accompagnamento della chitarra, avvalendosi soltanto di supporti ritmici corporali, come il battito dei piedi sul terreno, delle mani oppure delle nocche sul tavolo. Oggi invece è una forma di spettacolo a tutti gli effetti. 

## Gli inizi e le origini
Il flamenco si sviluppa tra le province di: Siviglia, Cadice, Jerez e Cordova. Nella fase iniziale, il flamenco si mostra come uno sfogo emozionale della minoranza gitana in Andalusia. Uno dei primi documenti scritti sul flamenco si trova in una delle Cartas Marruecas di Cadalso (1774), dove la musica flamenca viene esplicitamente attribuita ai gitani. L'uso della parola "flamenco" per indicare un tipo di canto o di danza non venne tuttavia documentato prima del XIX secolo.

## Cafés Cantantes
Verso la metà dell'Ottocento iniziarono a diffondersi per tutta la Spagna e massivamente in Andalusia i cafés cantantes, locali notturni dove agli spettacoli di varietà venne presto affiancato il flamenco. In tutta la Spagna nacquero 63 cafés cantantes, distribuiti così: 12 a Siviglia, 5 a Jerez, 3 a Cadice, 11 a Cartagena, 4 a Puerto Santa María, 5 a Malaga, 1 a Granada, 18 a Madrid, 1 a Barcellona, 1 a Cordova, 1 a Bilbao e 1 a La Unión.
Dall’esperienza dei cafés cantantes, il flamenco esce rinnovato e il canto della famiglia/comunità diviene il canto di un interprete professionista. Uno dei personaggi più rilevanti nella storia dei cafés cantantes fu quello di Silverio Franconetti, quando nella seconda metà del 1800 aprì il suo locale. Silverio apprese il cante dai gitani e divenne il primo cantaor andaluso, in virtù delle sue capacità espressive. Rese il cante più soave e melodico rispetto all’originale forma di cante crudo e tragico. Lo impose al pubblico senza il contorno coreografico o teatrale, ma questi tentativi di popolarizzazione furono la conseguenza della naturalizzazione del cante. Con la diffusione dei cafés cantantes iniziò l’età d’oro del flamenco.

## Gli stili delcanto
Il canto flamenco si differenzia dal canto come espressione operistica e dalla canción che connota espressioni sonore popolari e popolareggianti. Il canto flamenco è caratterizzato dal lamento, dalla carica emozionale e dall'intensità espressiva non conciliabile con la voce di un cantante accademico. Non tutte le voci sono adatte al cante, la voce giusta deve possedere qualità ben differenti rispetto ad un canto melodico. Una voce roca, gutturale e con una capacità emissiva particolare è l’ideale, infatti la voce più adatta è quella con un registro medio grave e un tono velato e rude. Per riuscire ad ottenere questo tipo di voce, i cantaores ricorrono spesso agli alcolici.
Durante il periodo dei cafés cantantes fecero la loro comparsa per la prima volta i cantaores payos, ovvero i cantaores non gitani. Per i cantaores gitani il cante non era un'arte per dare spettacolo all'interno dei cafés, pertanto si riunivano nelle case o nei bar e cantavano per il gusto di farlo, per poter sfogare gioie e dolori in un linguaggio intimo e privato, caratteristica emozionale conservata anche dai ballerini durante il baile. Il pubblico prediligeva un canto più limpido rispetto alle voci roche dei gitani, ecco perché il cante originario dovette perdere alcuni dei suoi aspetti più duri e caratteristici. L’incontro sul palco di queste due varietà di cantaores gitani e payos fece nascere una competizione che diede l’impulso decisivo allo sviluppo degli stili del flamenco conosciuti oggi. Un cantaor che canta bene la maggior parte dei palos è detto "enciclopedico", ed è una figura di gran rispetto nell'ambiente.
Il cante è seguito da un pubblico particolare, il quale non sempre coincide con quello del baile. È un'arte molto seguita in Spagna e, come per i balli, si divide in singoli stili. Il cante non è però un canto popolare, ma è l’espressione dei singoli individui che grazie alle loro capacità interpretative hanno creato un modo diverso di cantare, per lo più influenzato dalle diversità musicali che nel corso dei secoli si sono intrecciate in Andalusia. Per l'appunto molti musicologi si sono soffermati sugli aspetti musicali del cante flamenco, evidenziando una forte influenza di musica orientale. Inoltre, molti sono gli stili del cante flamenco e si differenziano per compás, letras e palos.
Esiste nel cante una serie di suoni corrispondenti ad una sillaba o a parte di essa, che vengono utilizzati con funzione ritimica o espressiva. Il quejío è un lamento formato da un lungo e ripetuto "ay", che precede e intercala l’improvvisazione del cantaor. Conferisce un tratto drammatico al canto, ed è uno dei momenti di massima espressione del palo. I quejíos più naturali sono nella siguiriya e nel tiento. Esistono altri tipi caratteristici di glossolalie, come quello delle alegrias. Vi sono poi i vibratos che come la glossolalia servono a dare carattere al cante. Possono essere realizzati con la bocca, semplicemente aggiungendo il suono [β] all’ultima vocale della precedente parola, oppure possono essere di tipo gutturale o nasale, passando da un processo che trasforma le j ([x]) in s. I vibratos e la glossolalia sono gli accorgimenti tecnici propri di una voce con la capacità di scaturire emozioni forti di convinzione o tristezza.

## Palos
I flamencologi hanno individuato diverse differenziazioni dei cantes, valutandoli sulla base di criteri etnici, sociali, musicali e geografici. In gergo sono chiamati palos, e ne esistono 4 diversi gruppi.
1. Cantes flamencos básicos (canti flamenco basici); questo gruppo include la tonà, la siguiriya, la soleà e il tango flamenco.
2. Cantes flamencos emparentados con los básicos o influidos por ellos (canti flamenco imparentanti o influenzati dai canti basici); questo gruppo include la siguiriya (liviana e serrana), con la soleá (polo, buleria, caña, alboreá e romance), cantes influenzati dalla soleá (cantiñas gitane, alegria, romeras, mirabras, caracoles) e canti imparentanti con la toná, come la saetas.
3. Cantes flamencos derivados del fandango andaluz (canti flamenco derivati dal fandango andaluso); questo gruppo comprende i fandango locali (Huelva, Alosno, Valverde) e i canti di levante e di malaga (taranto, taranta, cartagenera, minera, granaina, jabera e malagueña).
4. Cantes folklóricos aflamencados (canti popolari del flamenco); in questo gruppo rientrano i canti che hanno origine dal folclore andaluso, (peteneras, sevillanas, nanas, villancicos, campanilleros, bambas, trilleras, pajaronas, temporeras, marianas), i canti dal folclore galiziano e asturiano (farruca e garrotín) e i canti di origine ispanoamericana (guajiras, colombias, habaneras, milongas, vidalitas e rumbas).[6]

## Compás
Il compás è la sequenza ritmica che caratterizza i diversi tipi di palos. Il compás è essenziale nel flamenco perché permette di individuare i palos immediatamente ed è la base per le variazioni musicali o coreutiche dei cantaor, bailaor e tocaor. Viene "tenuto" con le palmas (battito delle mani), le quali possono essere sorde, quindi realizzate creando un vuoto d’aria, oppure possono essere semplici, eseguite battendo le dita della mano nella concavità dell’altra. Saper tenere il ritmo delle palmas non è affatto facile: per chi nasce nell'ambiente, il ritmo viene per lo più per istinto; infatti nell'ambiente è mal visto chi tenta di tenere il tempo senza saperlo fare, talché chi lo fa si dice che pecchi di presunzione. Le palmas possono essere suonate segnando gli accenti di ogni compás, oppure vengono marcati i tempi intermedi o il controtempo. Oltre alle palmas ci sono altri modi per tenere il ritmo, uno di questi sono i pitos, vale a dire quel suono ottenuto facendo schioccare il medio con il pollice (un semplice schiocco di dita). Il palmo della mano battuto sulla gamba è un altro modo, come lo sono le nocche delle mani battute sul tavolo, il battere di un bastone o dei piedi sul pavimento e l'uso delle nacchere.

## Lacopla flamenca
La copla, frazionata in copla andalusa e copla flamenca, è una composizione poetica breve, impiegata come testo nelle canzoni popolari. Nella copla andalusa le canzoni sono generalmente seguite da strumenti che comprendono chitarre, violini, tamburelli, nacchere e campane. Nella copla flamenca invece, nata all'epoca dei cafés cantantes, prevale per l’aspetto musicale il riferimento al mondo gitano, con la trattazione specifica di temi come la morte o la sofferenza. La copla flamenca è caratterizzata da un linguaggio più schietto e dalla presenza di parole in lingua caló. Tuttavia questo aspetto non attribuisce in modo sicuro la paternità gitana, infatti le coplas interamente scritte in caló sono spesso creazioni artificiose. La copla flamenca è stata oggetto di studi di vario tipo e, fin dal XIX secolo, le coplas erano raccolte in antologie che ne illustrano le tematiche, pertanto i temi come l’amore erano i più utilizzati. Si hanno anche coplas bilingue, quindi con traduzioni in lingua straniera, nonostante sia difficile tradurle.
La lingua della copla è lo spagnolo degli andalusi. Una tematica affrontata molto di rado è quella sociale, dovuto alla scarsa coscienza sociale del sottoproletariato andaluso. La copla cantata viene suddivisa in tercios; questo si verifica prettamente nelle forme originali di canto gitano, ossia un canto non sillabico dove la strofa e la melodia non combaciano. Le struttura metrica della copla può essere in strofe di due versi, in strofe di tre e quattro versi e strofe di cinque versi. La prima strofa tratta versi in rima, dove il primo verso è spesso un quinario, mentre la seconda varia dalle nove, dieci o undici sillabe. La seconda struttura è quella più utilizzata, con una rima assonante nel primo e nel terzo verso, mentre quasi tutta la famiglia dei fandangos utilizza la strofa di cinque versi, dove nel caso del fandango si verifica la ripetizione del primo verso in terza posizione o l’anticipazione del terzo verso in prima posizione.

## La chitarra
La chitarra inizialmente poteva dare al cantaor solo due toni, il mi e il la, ed era suonata solo con il dito pollice. Si passò poi al capotasto, attrezzo adattabile al manico della chitarra per dare al cantaor il giusto equilibrio per la voce. All'interno di una rappresentazione tipica di flamenco, il ruolo del chitarrista o tocaor è quello di predisporre un "tappeto sonoro" (compás) per il cantante, che lo sostenga nella libertà e ortodossia interpretativa delle strofe, dette letras, intervallando il canto con degli assoli melodici, detti falsetas, per dargli pause di respiro. Nel caso in cui ci sia un ballerino (bailaor), la chitarra deve accompagnarne adeguatamente i suoni ritmici, con particolare attenzione quando viene eseguita una escobilla, che è il suono prodotto prevalentemente con le percussioni dei piedi. A seconda del palo esistono tre tipi di scansione ritmica: il compás di dodici, di quattro (detto compás binario) o di tre tempi (detto compás ternario). Il compás di dodici tempi è una delle scansioni più frequenti per i canti fondamentali come la soleá, la siguiriya e la bulería.
La prima comparsa della chitarra si ha a Siviglia nel 1847 e originariamente fu usata per accompagnare il cante e il baile, inoltre contribuirono alla diffusione dello strumento in modo determinante artisti come Paco de Lucía, il quale fece della chitarra anche uno strumento solista. In Italia uno dei chitarristi specializzati nel genere è Enrico Petrucci.

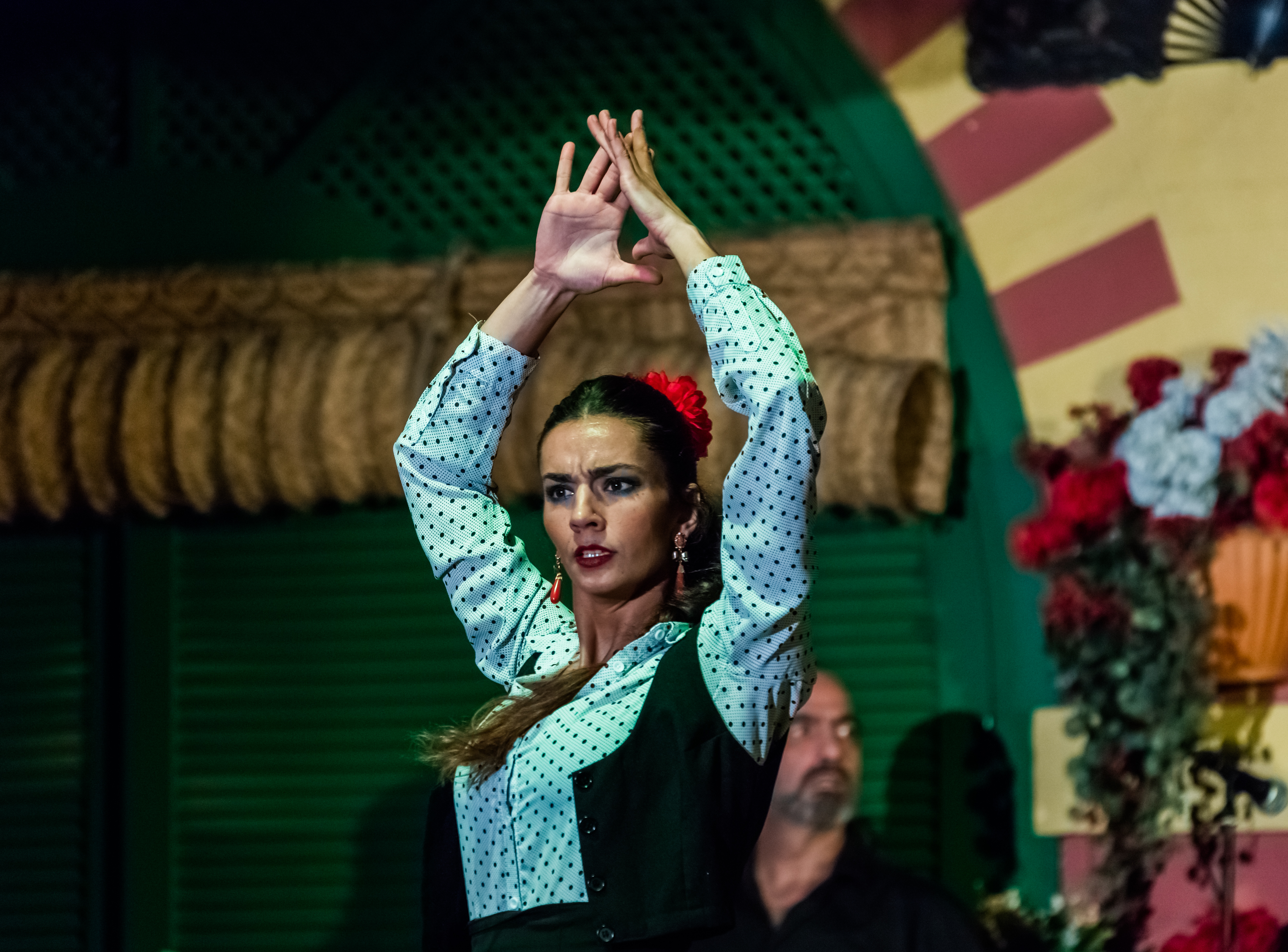

## Baile flamenco
Il baile flamenco nasce come danza individuale, ma con i Cafès Cantantes le coreografie vennero eseguite da gruppi di persone o a coppia. Il palco dove si esibivano gli artisti era di legno e lo spettacolo era accompagnato da un chitarrista e uno o più cantaores, tre o quattro bailaoras (ballerine) e due bailaores (ballerini). È una danza astratta che non racconta storie ma stati d’animo. Durante l’interpretazione i ballerini possono passare dalla tristezza alla gioia in poco tempo, ma le diverse emozioni sono ben individuabili al pubblico se l’interprete ha la capacità di trasmetterle, difatti l’aspetto più importante del baile è la capacità di interpretazione e solo dopo viene la tecnica. Inoltre, il ruolo del pubblico è fondamentale per la giusta atmosfera, più ridotto è l’ambiente dove si svolge lo spettacolo e più aumenta la comunicazione fra interprete e pubblico. Il bailaor guarda dritto davanti a sé con atteggiamento di sfida e provocazione, suscitando allo stesso tempo sicurezza e convinzione. Il baile è la danza europea che possiede più delle altre il potere dell’isolamento del ballerino dal mondo che lo circonda. Il flamenco è una danza con movimenti rivolti verso il basso, introversa, in opposizione con la leggerezza e l’elevazione della danza classica. La tecnica del baile flamenco è complessa e richiede anni di studio per essere eseguita in modo corretto. Prima di tutto i movimenti dei piedi sono di vario tipo; il punteado consiste in passettini e intrecci dei piedi, eseguiti senza far rumore. I desplantes sono una serie di colpi eseguiti con forza e utilizzati per concludere una sequenza di passi. Lo zapateado si esegue con la percussione del suolo utilizzando diverse parti della scarpa come il tacco, le punte o la pianta. Quando è di breve durata lo zapateado viene detto redoble, mentre la combinazione di passi più estesa viene chiamata escobilla. La llamada sono una serie di colpi di zapateado con cui il bailaor chiama il cante o una falseta.

## Storia
La storia del baile va di pari passo con quella dei palos del flamenco e la storia e la letteratura forniscono numerose informazioni sulla diffusione della danza in tutta la penisola spagnola. Come si ricava dalle testimonianze, era parte integrante della quotidianità andalusa. Le danze erano eseguite con il tipico strumento a percussione chiamato castañuelas e costituivano gran divertimento e intrattenimento per il popolo. Nel XVIII secolo comparve il fandango, una danza di coppia che mimava il corteggiamento amoroso. Ogni coppia uomo e donna suonava le nacchere e compiva gesti lascivi, per poi terminare la danza in un sospiro, espressione dell'estasi del piacere. Già nel XIX secolo il fandango non venne più eseguito perché considerato troppo sensuale e venne rimpiazzato da altri stili, come dalla buleria e la sevillana. I balli della scuola bolera vennero introdotti nei saloni dell'aristocrazia e il contatto con un pubblico diverso rese possibile l'avvicinamento della danza classica al mondo del flamenco, sviluppando degli spettacoli più coreografici rispetto ai precedenti. Diventano importanti le scenografie, le luci e i costumi, ma proprio per questo il vero senso del baile viene perso. Le prime rappresentazioni del Ballet Flamenco avvengono fra il 1914 e il 1919, ma non si può del tutto ufficializzarlo prima del 1929. Nel frattempo, venivano insegnati i nuovi stili della scuola bolera e nei quartieri come Triana, venivano eseguiti altri tipi di danza all'interno di taverne e bottiglierie. Le danze che venivano eseguite erano molto diverse dalla scuola bolera e molte di esse erano accompagnate da nacchere, tamburelli e chitarre. Il baile come il cante, si ritrovò profondamente rinnovato dall'esperienza dei Cafès, e infatti dopo di essi si ha una maggiore distinzione fra il baile maschile e il baile femminile. Nel corso del tempo è diventata una vera e propria professione, ed è intorno alla metà degli anni '50 che i ballerini trovano nei tablao una vera e propria palestra artistica, in voga ancora oggi.

## Caratteristiche interpretative
I ballerini di flamenco sono prima di tutto interpreti poiché il flamenco non indica semplicemente una particolare forma di canto o di danza, ma nasce come manifestazione artistica di un gruppo marginale della società andalusa. In questa danza l’aspetto che più conta è l’intensità delle espressioni, infatti la sua bellezza non è data dall’estetica, ma dalla forza interpretativa, dalla sincerità espressiva e la generosità dell’interprete. Esiste una parola in cui è racchiuso questo significato, ed è duende, ossia letteralmente spirito, stato emozionale e di rapimento. I movimenti del corpo variano, ed alcuni più di altri sono tipicamente femminili, come le ondulazioni del busto e delle anche o i movimenti delle braccia e delle mani, detti braceo. Gli atteggiamenti maschili sono invece sobri e limitati, mantengono i fianchi fermi e ballano con impeto e un’estetica plastica. 

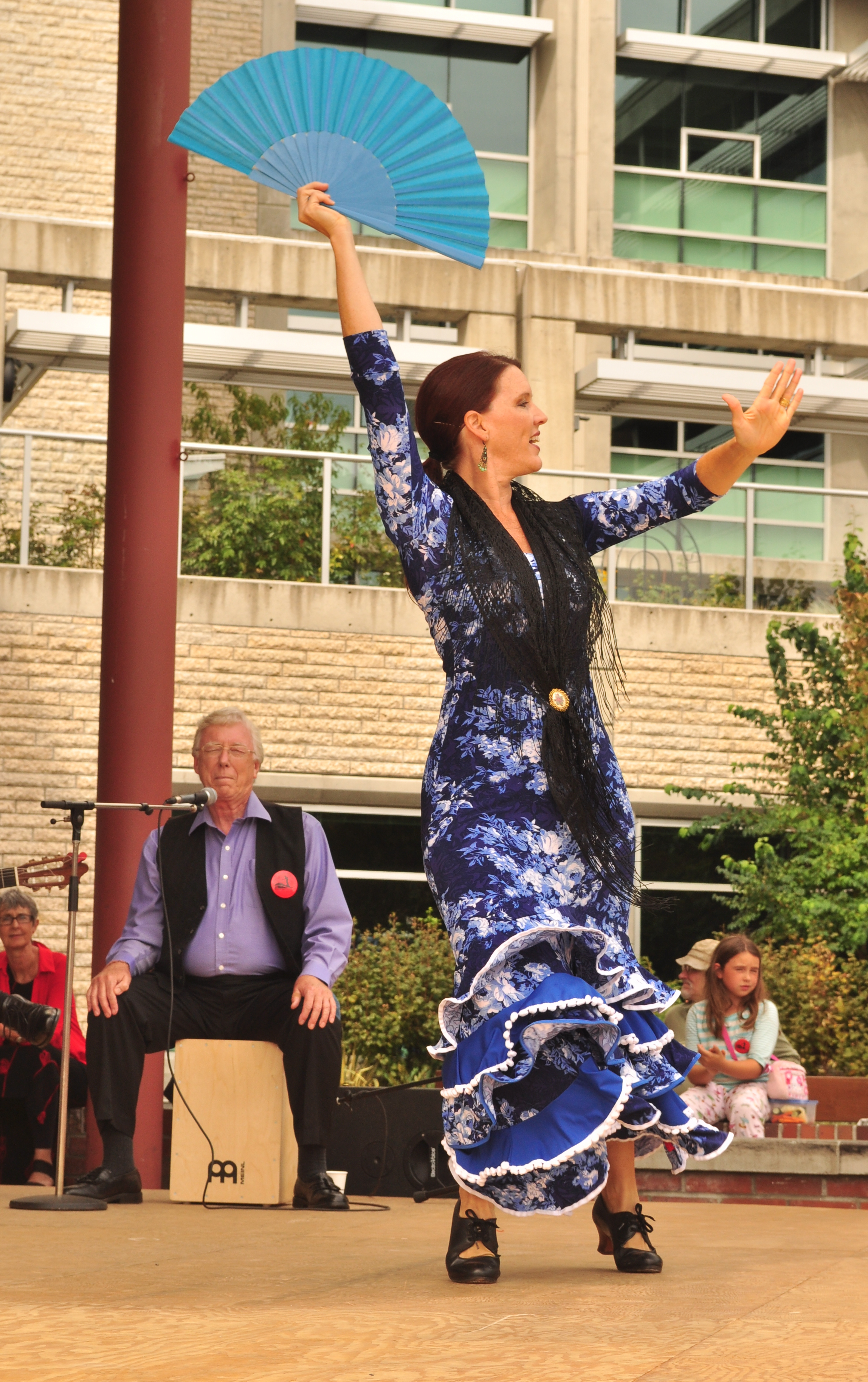

## Vestiti caratteristici
Il ballo si arricchì di pari passo con l'estetica e all'intensità delle espressioni si aggiunsero i colori dei costumi. Ogni colore ha una valenza simbolica differente. Il nero, il rosso e il fucsia erano i colori più utilizzati per i vestiti, mentre il giallo era considerato il colore della cattiva sorte, quindi venne escluso. Nel XIX secolo il vestito caratteristico era inteso come un vestito popolare semplicemente decorato per l’occasione. Dopo il 1929, grazie all'esposizione iberoamericana tenuta a Siviglia, il vestito diventa un elemento distintivo. Durante gli anni ha subito varie trasformazioni, rompendo ogni tanto la tradizione. Oggi è possibile scegliere tra vestiti di varie forme e colori, questo anche per quanto riguarda la parte maschile, principalmente costituita da camicia e pantalone stretto. Il vestito può essere più o meno lungo e avere anche una “coda” . L’ampiezza della gonna varia a seconda del tipo di palos. Nella buleria, uno degli stili più difficili, soprattutto per quanto riguarda il tempo musicale, la gonna è molto ampia e accompagna il movimento delle braccia o una serie di piedi. Nel tientos dove il ritmo è lento, la gonna non è uno degli elementi principali, quindi è stretta dalla vita fino a sopra le ginocchia e successivamente si apre in una stoffa più ampia. Le scarpe da ballo femminili possono essere in pelle o scamosciate e di vari colori, simili alle "scarpe Cuccarini”. Gli uomini invece utilizzano lo zapato il tipico stivaletto con il tacco, e quest'ultimo può variare fra i 3 e i 6 centimetri, mentre il tacco della scarpa femminile varia fra i 4 e 5 centimetri. Per i modelli professionali la suola è cucita a mano, inoltre sia le scarpe femminili, sia quelle maschili, hanno sotto il tacco e sotto la punta della scarpa dei chiodi, i quali hanno la funzione di rendere la scarpa un vero e proprio strumento a percussione.

## Accessori
Gli accessori che completano il vestito variano anche questi in base al tipo di palos eseguito. Lo stile classico di una donna comprende capelli raccolti, una rosa tra i capelli e un paio di orecchini (non sono sempre necessari). Il manton è un altro accessorio di accompagnamento, antico antenato del velo delle donne iberiche e arabe. Oggi il manton è di diverse dimensioni e colori, con stoffa ricamata o semplice. Le nacchere o castañuelas, hanno la stessa funzione delle scarpe, quindi tengono il ritmo e accompagnano la musica. Sono uno strumento a percussione e consistono in due dischi costruiti con una cavità interna, uniti da un laccio che viene legato alle dita della mano. Secondo la maniera spagnola, il laccio viene applicato al pollice, mentre secondo la maniera italiana, il laccio va al dito medio. Il ventaglio è un altro accessorio molto in voga, ha origini molto più antiche del flamenco, ma in questo ballo è impiegato come strumento di sensualità e comunicazione. 

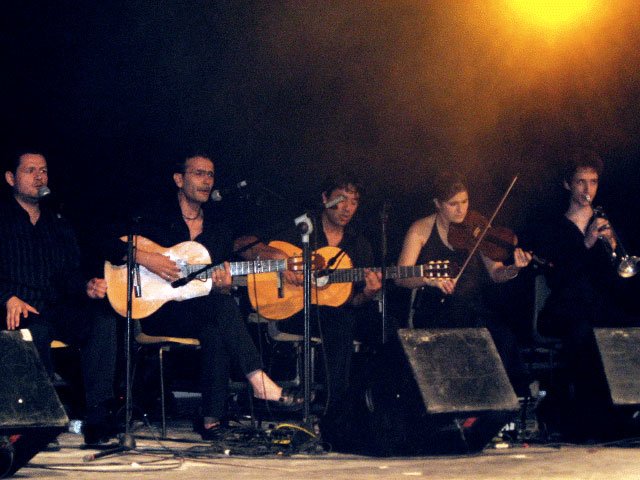

## Grandi Cantaores
- Silverio Franconetti; Nato a Siviglia nel 1831, morto nel 1889 a Siviglia. Figlio di un italiano di Roma e di una spagnola. Fin da piccolo mostrò interesse per il cante e desiderava portare sul palco il cante gitano. Riuscì nel suo intento e grazie alla sua perseveranza nacque a Siviglia il Cafes Cantante più famoso dell'epoca. Fu un grande interprete della siguiriya.
- Carmen Linares; Nata a Linares nel 1951. Il suo vero nome è Carmen Pacheco Rodriguez, si trasferì a Madrid nel 1965 dove fece una lunga gavetta nei tablaos della città. Incide il suo primo disco nel 1971, ed è attualmente considerata la più interessante voce femminile contemporanea.
- Antonio Mairena; Nato nel 1909, morto nel 1983 a Siviglia. Il vero nome era Antonio Cruz Garcìa; inizia la sua carriera con il nome di El niño de Rafael. Il padre era una grande appassionato del cante e Antonio lo seguiva ad ogni manifestazione, così all'età di 11 anni iniziò a cantare e solo quattro anni più tardi vinse il primo di una lunga serie di premi. Il suo stile di esecuzione ha fatto di lui una figura dominante nel cante. Fu un grande studioso di cantes ormai dimenticati e che grazie a lui sono arrivati fino a noi nella loro forma più pura.
- Manuel Torre; Nato a Jerez de la Frontera nel 1878, morto nel 1933 a Siviglia. Il suo vero nome era Manuel Soto Loreto. Era un uomo burbero, che nonostante godesse di una buona ammirazione grazie al suo talento, morì solo. Cantava bene pressoché tutti gli stili, ma il suo forte era la siguiriya.

Camaròn de la Isla, nome d'arte di José Monje Cruz (San Fernando, 5 dicembre 1950 – Badalona, 2 luglio 1992), considerato il più grande cantante flamenco. Dopo essere stato in collegio dalle Carmelitane, interrompe gli studi per aiutare il padre, appassionato di canto flamenco, nella fucina dove lavorava. La casa dei Monge era allora frequentata da alcuni tra i più grandi cantanti andalusi dell'epoca e lì il piccolo José ha l'opportunità di ascoltare artisti come Manolo Caracol o Antonio Mairena. Quando suo padre, ancora molto giovane, muore a causa dell'asma di cui soffriva, e la famiglia inizia ad avere problemi economici, a solo sette anni Camarón inizia a cantare in varie osterie e nella stazione tranviaria di San Fernando.  Nel 1989 registrò Soy gitano, il disco più venduto nella storia del flamenco.

## Feste e tradizioni
- Nel 1956 ha luogo il primo concorso di Cante Jondo di Cordova. Il concorso è la prima di una lunga seria di iniziative che porteranno il flamenco nelle università, nei libri e in televisione. Lo spirito del flamenco si è tuttavia conservato anche nel periodo della sua massima commercializzazione.
- Durante il periodo pasquale, nelle principali città dell’Andalusia viene festeggiata la Feria de Abril in cui vengono indossati i tipici vestiti tradizionali sia da uomini sia da donne.
- La Feria de Málaga, oltre ad essere un evento legato al flamenco è festa a sfondo religioso. Si svolge nel periodo tra il 10 e il 20 agosto in diversi punti della città, con canti, balli, vestiti della tradizione gitana e molto cibo.

## Peñas Flamencas
Il termine Peñas Flamencas si traduce in italiano come "circolo di appassionati di flamenco". Sono associazioni in piena regola, con un amministratore eletto dai soci, e con una organizzazione dei programmi e delle quote. In Spagna le sedi sono di vario tipo. Gli appassionati si incontrano per parlare dei vari artisti e per assistere a spettacoli. Queste associazioni svolgono una funzione divulgativa importantissima, organizzando concerti, raccolte di materiale per l'approfondimento del flamenco, produzione di dischi e salvaguardano il cante al fine di mantenerlo puro. In Europa queste organizzazioni sono numerose per lo più in Germania e Francia, ma anche in Italia la Peña Flamenca più vecchia risale al 1992. Le Peñas Flamencas contribuiscono maggiormente alla divulgazione del flamenco rispetto alle attuali forme di pubblicità, organizzando viaggi studio in Spagna.